# Artists and Repertoire

Dans l’industrie musicale, l'A&R (abréviation d'Artists and Repertoire) est une division d’un label discographique responsable de la découverte de nouveaux artistes ou de groupes à qui proposer un contrat.
L’A&R représente le lien entre l’artiste et la compagnie, et agit pour elle en tant que conseiller. Un A&R (le terme définissant aussi un poste) travaille souvent à négocier avec les artistes, éventuellement à leur chercher des compositeurs ou des producteurs, et à organiser les sessions.
Au Royaume-Uni, avant l’émergence de la figure du producteur discographique, le manager A&R dirigeait les sessions en studio et assumait les décisions relatives à l’enregistrement d’une œuvre.